# William K.L. Dickson

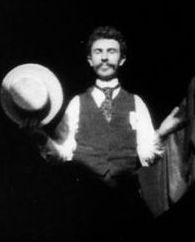
William Kennedy Dickson (foto afkomstig van de film Dickson Greeting)

William Kennedy Laurie Dickson (Le Minihic-sur-Rance, 3 augustus 1860 – Twickenham, 28 september 1935) was een Anglo-Amerikaans uitvinder en een van de sleutelfiguren van de vroege cinematografie. Samen met Thomas Edison bedacht hij de kinetoscoop, de eerste 'filmprojector'.

## Biografie
Dickson werd geboren in Frankrijk als zoon van een Engelse vader en een moeder van Schotse afkomst. Zijn vader, John Waite Dickson, was een artiest, astronoom en linguïst die beweerde af te stammen van de schilder Hogarth en van rechter John Waite, de man die de Engelse koning Karel I ter dood had veroordeeld. Zijn moeder, Elizabeth Kennedy-Laurie, was een begaafd musicus. Zij was verwant aan de Lauries of Maxwellton en verbonden met de Duke of Atholl en de Koninklijke Stuarts.

### Filminnovator

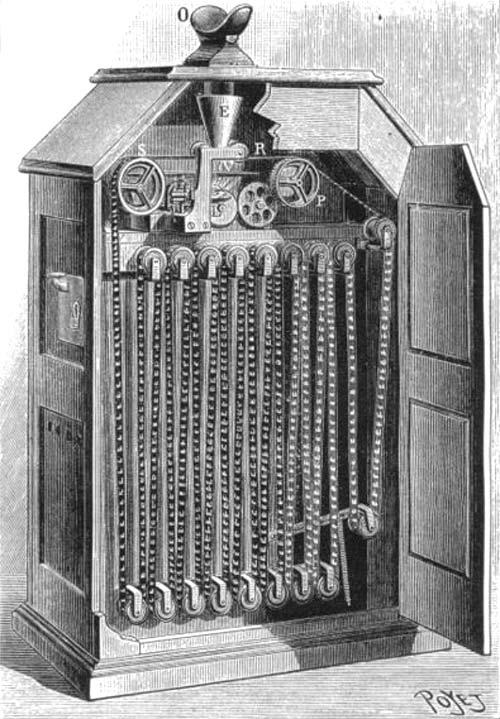
Kinetoscoop

In 1879 emigreerde Dickson naar de Verenigde Staten waar hij na eerder door hem te zijn afgewezen, in 1883 in dienst trad van Thomas Edison. Gedurende de eerste jaren bij Edison werkte hij voornamelijk aan onderzoeksprojecten in de elektrotechniek en in diens mijnbouwprojecten. Daarnaast was hij een deskundig en gepassioneerd fotograaf. In 1888 kwam Edison met plannen om een apparaat te ontwikkelen die "voor het oog doet wat de fonograaf doet voor het oor". Edisons kwam waarschijnlijk op dit idee naar aanleiding van het camerawerk van fotograaf Eadweard Muybridge, die als eerste een paard in galop had gefilmd.
In maart 1889 werd de eerste patentaanvraag ingediend voor een nieuw type filmcamera, de kinetograaf, en een projector, de kinetoscoop. Vervolgens kreeg Dickson van Edison de taak om het concept om te zetten in een werkend, verkoopbaar toestel. Samen met zijn team van het Edison lab werkte hij een aantal jaren aan de ontwikkeling ervan. In mei 1891 kon het eerste werkende prototype publiekelijk worden getoond en rond oktober 1892 waren de definitieve versies van de camera en kijker gereed.
De kinetoscoop werd officieel onthuld in mei 1893 bij het Brooklyn Institute of Arts and Sciences. Hoewel de kinetoscoop eigenlijk geen projector was – het was meer een kijkkast die een ononderbroken 35mm-film toonde verlicht door een Edison gloeilamp die maar door één persoon via een kijkgaatje bekeken kon worden – zou het apparaat snel populair worden in circussen en op kermissen. Voor het maken van de films voor de kinetoscoop werd op het terrein van Edisons laboratoria de filmstudio "Black Maria" gebouwd, waarbij Dickson de artistieke leiding had.
Eind 1894 of begin 1895 werd Dickson ad-hocadviseur voor de filmexploitatie van de Lathams broers Otway en Gray, en hun vader Woodville Latham die destijds een van de leidende kinetoscoop exploitatiebedrijven runde. In april 1895 moest Dickson bij Edison opstappen en trad toe tot de Lathams familiezaak. Hier werkte hij mee aan de ontwikkeling van wat nu bekendstaat als de "Latham loop" – een extra lus in de film voor het transportmechanisme ter vermindering van de spanning op de film om filmbreuk te voorkomen – waardoor veel langere filmstroken gebruikt kon worden dan daarvoor.
Samen met de Lathams maakte Dickson deel uit van de groep die betrokken was bij de oprichting van de American Mutoscope and Biograph Company, voordat hij in 1897 definitief terugkeerde naar Groot-Brittannië. Hier filmde hij met een biograaf-camera naast de Britse koninklijke familie ook koningin Victoria's diamanten jubileumdefilé. Een Britse dochteronderneming, de Britsh Mutoscope and Biograph Company, werd opgericht met Dickson als hoofdcameraman.
Daarna reisde hij door Europa en filmde onder andere keizer Wilhelm II, keizer Franz Jozef en paus Leo XIII. In oktober 1897 vertrok hij naar Zuid-Afrika waar hij, onder moeilijke omstandigheden, met zijn biograaf verslag deed van de Tweede Boerenoorlog. Gedurende deze veldtocht hield hij een dagboek bij dat na zijn terugkeer in Engeland werd gepubliceerd als The Biograph in Battle (1901).
Dickson filmcarrière kwam ten einde toen hij in 1903 het bedrijf verliet. Vanaf 1906 werkte hij in Londen als elektrotechnicus. Hij overleed in 1935 aan de gevolgen van kanker. Hij was tweemaal getrouwd en had een (geadopteerde) zoon.

## Trivia
- Een door Dickson gemaakte serie filmopnames, bekend als de Dickson Experimental Sound Film, zijn voor zover bekend de oudste versie van de geluidsfilms die bewaard zijn gebleven. Zij maken onderdeel uit van het National Film Registry.